# Это — я
Ереванский молодёжный кинофестиваль «Это — Я» — ежегодный международный молодёжный кинофестиваль проходящий в столице Армении Ереване.

## История

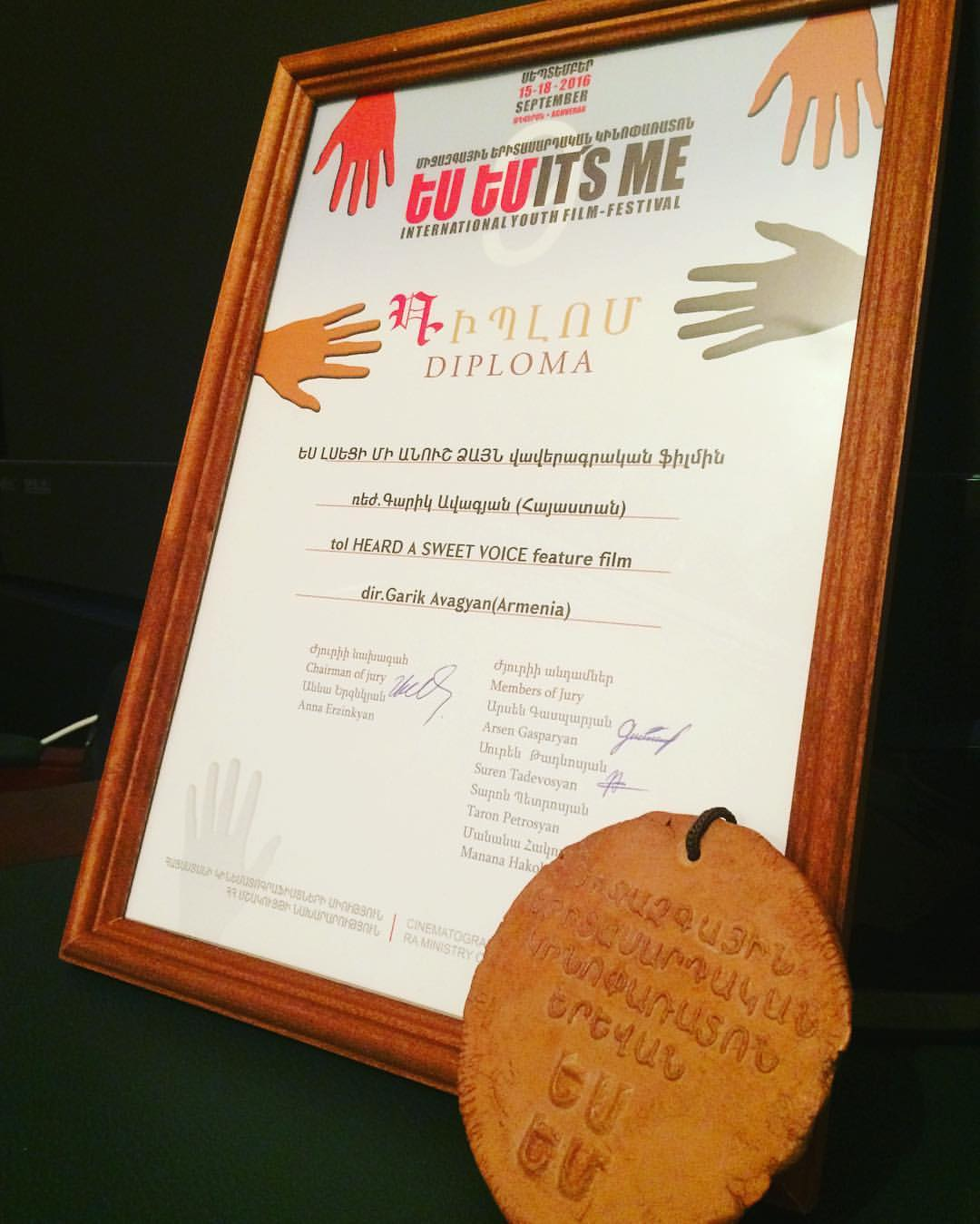
Диплом и медаль фестиваля в 2016 году

Первый ежегодный международный молодёжный кинофестиваль «Это — Я» прошёл в столице республики Армении в 2004 году. Фестиваль был организован Союзом кинематографистов Армении, Госинститутом театра и кино, Министерством по делам культуры и молодёжи. В фестивале принимают участие молодые режиссёры из разных стран мира, возраст которых не должен превышать 35-ти лет.
Награды победителям вручаются в шести номинациях:
- «Гран-при»
- «Лучший иностранный фильм»
- «Лучший студенческий фильм»
- «Лучший документальный фильм»
- «Лучший игровой фильм»
- «Лучшая операторская работа»

Призёры и дипломанты фестиваля, как правило, становятся призёрами и на кинофестивалях других стран, а наиболее отличившиеся конкурсанты продолжают работу на телевидении, в студии «Айк» и в кинокомпаниях России, заключают контракты с зарубежными фильммейкерами